# Sandyella
Sandyella is een geslacht van kreeftachtigen uit de klasse van de Malacostraca (hogere kreeftachtigen).

## Soorten
- Sandyella bicornuta (Li & Poupin, 2009)
- Sandyella mclaughlinae (Li, 2006)
- Sandyella quadricornuta (Li & Poupin, 2009)
- Sandyella sexicornuta (Li & Poupin, 2009)
- Sandyella tricornuta (Hendrickx, 1990)